# Villa Bonici
Villa Bonici – XIX-wieczna barokowa willa w Sliemie na Malcie. Zbudowana przez markiza Emanuela Testaferratę Boniciego Ghaxaqa jako wiejska rezydencja.

## Historia

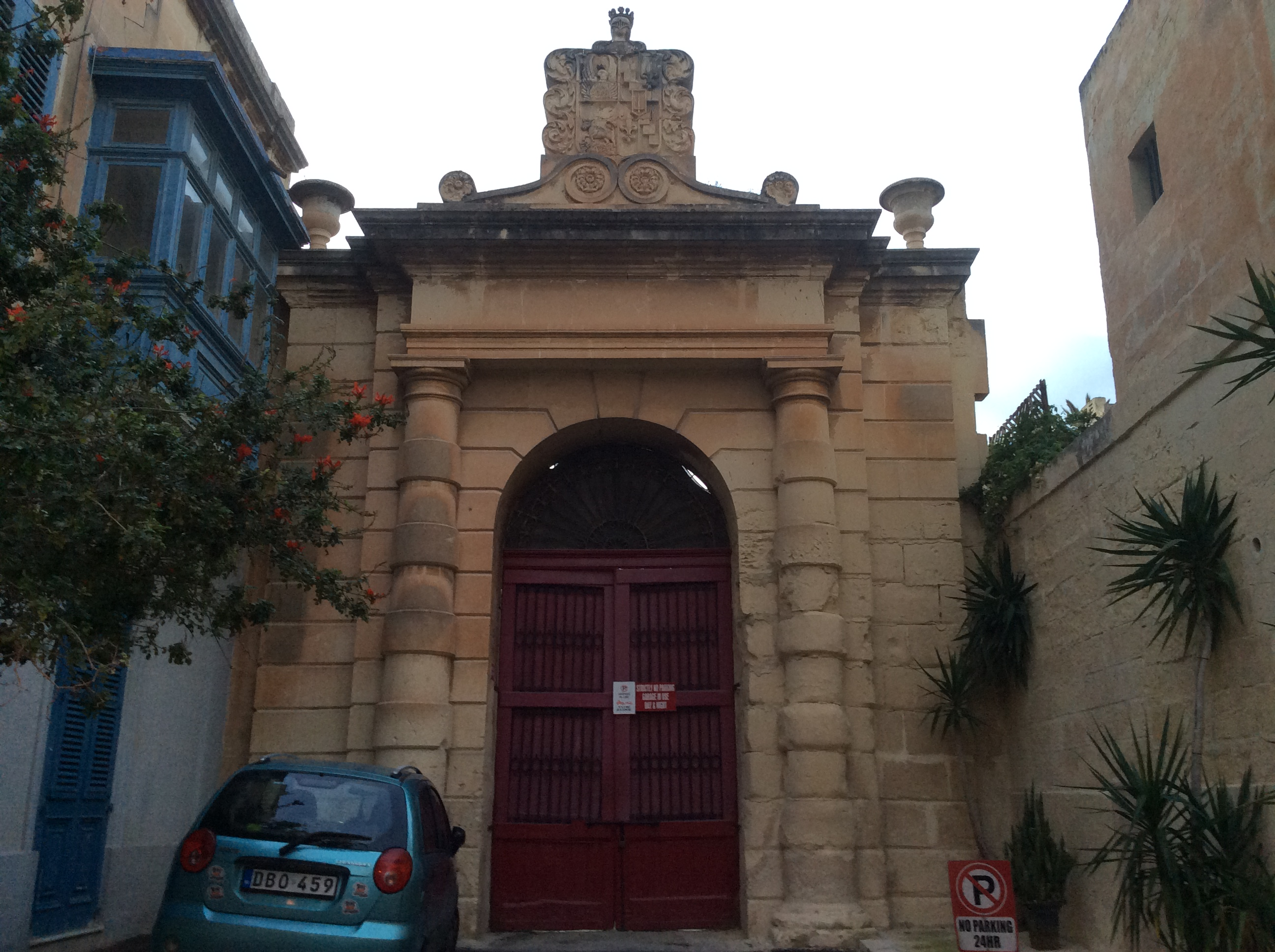
Brama (Villa Bonici Arch) prowadząca na teren ogrodów Villi Bonici

Villa Bonici jest dużym budynkiem, zbudowanym przed rokiem 1872, jako arystokratyczna wiejska rezydencja markiza Emanuela Testaferraty Boniciego Ghaxaqa. Po jego śmierci willa przeszła w ręce następnych pokoleń jego rodziny: najpierw Lina Testaferraty Boniciego, dalej Agnes Gera de Petri, w końcu Alfreda Gera de Petri. Oprócz samego budynku willi, w skład posiadłości wchodzi też osobno stojący budynek gospodarczy, oraz tarasowe ogrody, z których jest dobrze znana, będąc unikatem na zabudowanych terenach Gziry i Sliemy. Oryginalnie ogrody były otoczone murem z kilkoma bramami w kształcie łuku. Ogrody rozciągały się aż do wybrzeża, lecz część nadbrzeżna została zajęta przez nowoczesne budownictwo.

## Współczesność

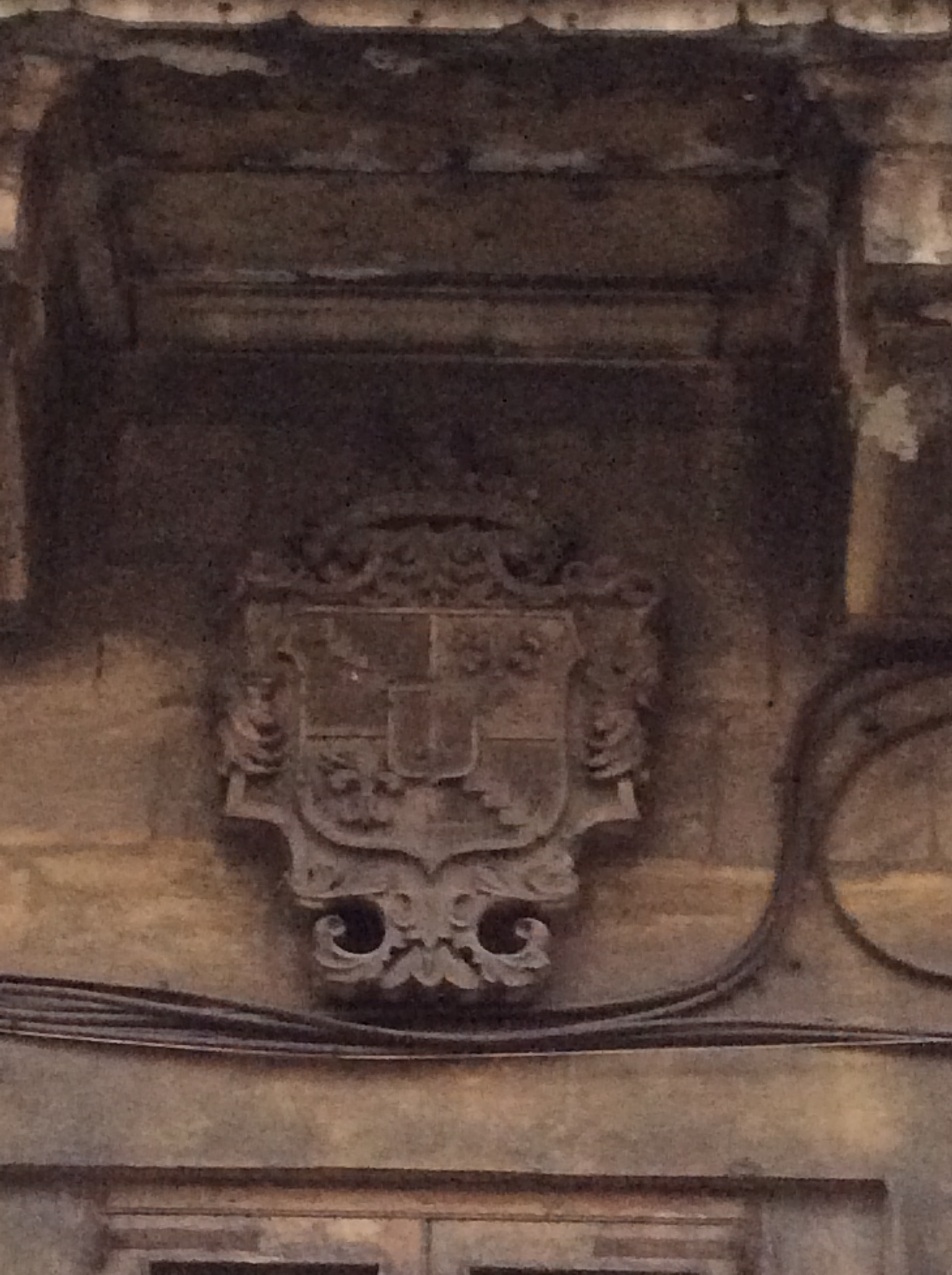
Herb rodziny Testaferrata na fasadzie budynku

Na terenie posesji wcześniej znajdowało się jedno z kilku na Malcie kin na wolnym powietrzu. Również do roku 1969 znajdowała się tutaj szkoła znana pod nazwą St. Louis School.
Dziś Villa Bonici jest mocno podupadła. Otoczona przez współczesne budownictwo, jest traktowana przez właścicieli jako istotny składnik ich aktywów gospodarczych.

## Maltańskie dziedzictwo kulturowe
Historyczne części willi sklasyfikowane zostały w roku 2010 przez Malta Environment and Planning Authority (MEPA) jako zabytki 2. klasy.

## Ogród
Z kilku barokowych bram, zakończonych łukiem, zaprojektowanych specjalnie dla dużego ogrodu, pozostała jedna (współrzędne: 35°54′32,3″N 14°29′58,2″E/35,908972 14,499500). Pozostałe bramy, znajdujące się w murze od strony zatoki, zostały zburzone, kiedy budowano kino na wolnym powietrzu. Kino przekształcone zostało później w punkt handlowy, który następnie zniwelowano, by zrobić miejsce pod luksusowy budynek mieszkalny. Większość ogrodu jest wciąż zachowana, lecz przeznaczono go do zabudowy.